# سمبات یغیازاریان
سمبات واغارشاکی یغیازاریان (ارمنی: Սմբատ Վաղարշակի Եղիազարյան؛ زادهٔ ۲۰ ژوئیهٔ ۱۹۵۰) یک سیاستمدار اهل ارمنستان است که از تاریخ ۱۹۹۹ تا تاریخ ۲۰۰۳ سمت نمایندگی دوره دوم مجلس ملی جمهوری ارمنستان را برعهده داشت.

## زندگی‌نامه
در ۲۰ ژوئیه ۱۹۵۰ به دنیا آمد . 

## یادداشت
1. ↑  «ԺՈՂՈՎՐԴԻ ՁԱՅՆ» պատգամավորական խումբ